# Exorhabdus afrotropicus
Exorhabdus afrotropicus är en skalbaggsart som beskrevs av Lundgren in Johnson et al. 1991. Exorhabdus afrotropicus ingår i släktet Exorhabdus och familjen stumpbaggar. Inga underarter finns listade i Catalogue of Life.